# Andreas Bjørn
Andreas Bjørn (døbt 28. oktober 1703 i Skælskør, død 27. januar 1750) var en dansk handelsmand.
Andreas Bjørn eller, som han oprindelig hed, Anders Bjørnsen, var født i Skælskør og søn af Mads Andersen Bjørn og Karen Pedersdatter; efter svigersønnens udsagn var han en bondesøn. 1730 tog han borgerskab i København som købmand og drev i de første år tømmerhandel, men kom snart ind på større foretagender. Han opfyldte den grund på Christianshavn, der nu hedder Wilders Plads, men længe bevarede navnet Bjørns Plads, som ved hans død var 6 tdr. land stor; han indpælede den kanal, der skiller pladsen fra Strandgade, og bebyggede i denne sidste gade grunden mellem Bådsmandsstræde og Christianshavns Kanal. På det store inddæmningsforetagende fik han kgl. privilegium 18. juli 1735, og her anlagde han et skibsværft, der blev drevet i en målestok, som man hidtil ikke havde kendt i København. Han byggede her henved 50 skibe og opnåede 1742 den begunstigelse, at alle hans arbejdere blev forskånede for borgerlig tynge; 1747 fritoges de for enhver laugstvang. Hans plads blev også en tid benyttet af Skydeselskabet det danske Kompagni, og da kong Frederik V blev medlem af dette, gjorde Bjørn på egen bekostning en stor fest for ham. Det fortælles, at det var en yndet fornøjelse for samme konge at være til stede, når agent Bjørns skibe løb af stabelen. Bjørn var desuden en af stadens driftigste købmænd. 1747 var han medstifter af Det almindelige Handelskompagni, til hvilket en del af hans plads blev overdraget, og som navnlig drev handel på Island og Finmarken og senere på Grønland. Ved hans død lå der 2 skibe færdige på hans værft, hvilke på hans egen bekostning skulle have gjort opdagelsesrejser i Grønland. Han var også medlem af det islandske og det vestindiske Handelskompagni. 1748 udnævntes han til en af de 4 direktører for Det Kongelige Teater. Han døde 27. januar 1750. Andreas Bjørns Gade på Christianshavn er opkaldt efter ham.
Han var gift 1. gang (27. november 1733) med Karen Arildsdatter Hansen (død 1740, begravet 14. december, 36 år gammel), 2. gang (27. september 1741) med Margrethe Lentz (f. 1717), datter af hofbager i København Jochum Lentz; hun ægtede efter hans død godsejer Emanuel Thygesen. Han havde fire børn af første ægteskab. Hans eneste barn af 2. ægteskab, Karen, var gift med den kendte forfatter Tyge Rothe.
Det Nationalhistoriske Museum på Frederiksborg Slot har et portrætmaleri af Bjørn tilskrevet Andreas Brünniche.